# Le Jardin qui bascule
Pour plus de détails, voir Fiche technique et Distribution.
Le Jardin qui bascule est un film français écrit et réalisé par Guy Gilles, sorti en 1975.

## Synopsis
Un jeune tueur à gages, qui a pour mission d'assassiner une femme, en devient l'amant.

## Fiche technique
- Réalisation, scénario et dialogues : Guy Gilles
- Assistant réalisateur : Jean-Christophe Bouvet
- Musique : Marc Hillman et Jean-Pierre Stora
- Sociétés de Production : O.F.F., Scorpion V
- Pays :  France
- Genre : drame
- Durée : 80 minutes
- Date de sortie :  France : 9 mai 1975 (Festival de Cannes)

## Distribution
- Delphine Seyrig : Kate
- Anouk Ferjac : Nanou Garcia
- Patrick Jouané : Karl
- Sami Frey : Michel
- Philippe Chemin : Roland
- Guy Bedos : Maurice Garcia
- Guy Gilles : Guy
- Jeanne Moreau : Maria
- Caroline Cartier : Sophie
- Pierre Fabre : L'homme du banc
- Ludovic Lutard : Titi
- Jean-Marie Proslier : Le patron du bistrot
- Howard Vernon : Paul
- Jean-Claude Biette : homme écoutant la chanson de Jeanne Moreau

## Chanson
La chanson du film, Pour toi (plus connue sous le titre Je m'ennuie la nuit sans toi), est interprétée par Jeanne Moreau qui en a écrit les paroles. Elle est accompagnée au violon par Stéphane Grappelli. La musique est de Guy Boyer